# Sartze
Sartze (en basc, cooficialment en castellà Sarriés) és un municipi de Navarra, a la comarca de Roncal-Salazar, dins la merindad de Sangüesa. Està formada pels nuclis de població
| Nom vila  | Pop. (2006) |
| --------- | ----------- |
| Ibilcieta | 36          |
| Sarriés   | 42          |

## Demografia
| Evolució demogràfica                                       | Evolució demogràfica | Evolució demogràfica | Evolució demogràfica | Evolució demogràfica | Evolució demogràfica | Evolució demogràfica | Evolució demogràfica | Evolució demogràfica | Evolució demogràfica | Evolució demogràfica |
| 1996                                                       | 1998                 | 1999                 | 2000                 | 2001                 | 2002                 | 2003                 | 2004                 | 2005                 | 2006                 | 2007                 |
| ---------------------------------------------------------- | -------------------- | -------------------- | -------------------- | -------------------- | -------------------- | -------------------- | -------------------- | -------------------- | -------------------- | -------------------- |
| 84                                                         | 83                   | 79                   | 77                   | 76                   | 75                   | 78                   | 79                   | 81                   | 78                   | 70                   |
| Fonts: Sarriés<>Sartze i Institut d'Estadística de Navarra |                      |                      |                      |                      |                      |                      |                      |                      |                      |                      |